# Lochenice
Lochenice település Csehországban, a Hradec Králové-i járásban. Lochenice Skalice, Sendražice, Neděliště, Hradec Králové, Smiřice és Předměřice nad Labem településekkel határos. Lakosainak száma 587 fő (2024. január 1.).

## Népesség
A település lakosságának változását az alábbi diagram mutatja:
| Lakosok száma | 822  | 766  | 722  | 572  | 456  | 573  | 593  | 598  | 622  | 587  |
|               | 1869 | 1900 | 1921 | 1961 | 1980 | 2011 | 2016 | 2019 | 2021 | 2024 |